# Homem de Wushan
O Homem de Wushan (Homo erectus wushanensis), é uma subespécie de hominídeo da espécie extinta Homo erectus.

## Descoberta
O fóssil do Homem de Wushan foi primeiramente descoberto em Longgupo, no vilarejo Zhenlongping, Condado de Wushan, província de Chongqing (China) em 1985. O fóssil consiste na parte esquerda da mandíbula, com dois molares e alguns ossos achatados.
Em 1986, três dentes anteriores e uma maxila com dois dentes foram desenterradas. Junto destes, foram achados fósseis de animais. Após serem analisados por autoridades de professores, os fósseis foram considerados como pertencentes a uma nova subespécie de Homo erectus.
De acordo com os cientistas, o Homem de Wushan viveu há cerca de dois milhões de anos, mais de 300 mil anos antes do Homem de Yuanmou, o que faz do Homem de Wushan o mais antigo homem achado no território da China. Os dentes do Homem de Wushan são mais fortes que o homem atual e o esqueleto lembra o homem moderno em alguns aspectos.